# یواس‌اس پراکیون (ای‌جی-۱۱)
یواس‌اس پراکیون (ای‌جی-۱۱) (به انگلیسی: USS Procyon (AG-11)) یک کشتی بود که طول آن ۳۸۰ فوت (۱۲۰ متر) بود. این کشتی در سال ۱۹۱۹ ساخته شد.